# Henry Schröder

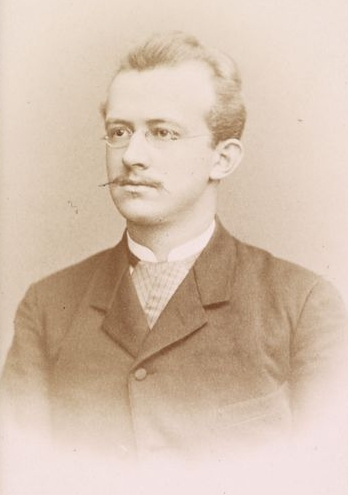
Henry Schröder (ca. 1884)

Henry Schröder (* 31. Mai 1859 in Pillau; † 24. Oktober 1927) war ein deutscher Geologe und Paläontologe.

## Leben
Schröder ging in Königsberg (Preußen) zur Schule und wurde dort 1882 promoviert (Senone Kreidegeschiebe der Provinzen Ost- und Westpreussen). Schröder war 1883 bis 1924 bei der Preußischen Geologischen Landesanstalt (PGLA) in Berlin. Er war dort Landesgeologe und ab 1920 Leiter der Sammlungen und der Bibliothek. Die paläontologische Sammlung ordnete er unter stratigraphischen Gesichtspunkten neu.
1882 wurde Henry Schröder Mitglied der Deutschen Geologischen Gesellschaft, im Gründungsjahr 1912 Mitglied der Paläontologischen Gesellschaft und ein paar Jahre später Mitglied der Geologischen Vereinigung.
1897 wurde er zum Mitglied der Leopoldina gewählt.
Er veröffentlichte über fossile Elefanten und Nashörner aus dem Eiszeitalter, über Nothosaurier und Temnospondylen aus der Trias und marine Krokodile der Unterkreide und Mosasaurier.

## Schriften
- Über senone Kreidegeschiebe der Provinzen Ost- und Westpreußen, Zeitschrift der Deutschen Geolog. Ges., 34, 1882, 243–287
- Saurierreste aus der baltischen oberen Kreide, JB PGLA, 5, 1885, 293–333
- Wirbeltiere der Rüdersdorfer Trias. In: Abhandlungen der Königlich Preussischen Geologischen Landesanstalt Neue Folge 65, 1914, S. 1–98
- Über Rhinoceros mercki und seine nord- und mitteldeutschen Fundstellen, Abhandlungen PGLA, N.F., 124, 1930, 1–111
- mit Theodor Schmierer, W. Dienemann: Zwei diluviale Faunen von Sondenhausen, Jahrbuch PGLA, Band 48, 1928, 785–794
- Über Elephas antiquus und trogontherii aus dem Diluvium der Mittelmark, Jahrbuch PGLA, 48, 1928, 699–723